# 마스터인쇄
마스터인쇄 또는 경인쇄는 작성된 원고를 직접 특수재질의 종이인쇄판(Master Paper)에 촬영하여 인쇄하는 인쇄법을 말한다. 인쇄기술의 발전으로 최고 2도인쇄(2색인쇄)까지 가능하며, 소량 인쇄시 가격이 오프셋인쇄에 비해서 저렴한 장점이 있다. 마스터 인쇄로 완성품을 만들기도 하지만 기성품 달력이나 봉투 등에 판촉하려는 회사의 상호 등을 마스터로 추가 인쇄 경우,
교회에서 사용하는 주보, 논문, 소식지처럼 흑백인쇄로 충분한 인쇄물에 널리 사용된다.
대량 인쇄할 경우 종이 인쇄판을 다시 제작해야 하므로 500부 이상은 옵셋 인쇄가 더 저렴하다.